# Antti Heinola
Antti Heinola (ur. 20 lutego 1973 w Helsinkach) – fiński piłkarz występujący na pozycji obrońcy.

## Kariera klubowa
Heinola karierę rozpoczynał w sezonie 1991 w pierwszoligowym zespole HJK. W sezonie 1992 zdobył z nim mistrzostwo Finlandii, a w sezonie 1993 także Puchar Finlandii. Na początku 1996 roku przeszedł do holenderskiego drugoligowca, FC Emmen. Spędził tam rok, w ciągu, którego rozegrał tam 19 spotkań.
Na początku 1997 roku Heinola odszedł do innego drugoligowca, Heraclesa Almelo. Występował tam przez rok, a w styczniu 1998 został graczem angielskiego Queens Park Rangers z Division One. Zadebiutował tam 24 stycznia 1998 w przegranym 0:1 meczu z Nottingham Forest. W QPR grał przez trzy lata.
W 2001 roku Heinola wrócił do HJK. W sezonie 2002 zdobył z nim mistrzostwo Finlandii, a w sezonie 2003 dublet, czyli mistrzostwo i Puchar Finlandii, po czym zakończył karierę.

## Kariera reprezentacyjna
W reprezentacji Finlandii Heinola zadebiutował 17 sierpnia 1994 w przegranym 1:2 towarzyskim meczu z Danią. W latach 1994–2001 w drużynie narodowej rozegrał 13 spotkań.